# Broteochactas mauriciodiasi
Espèce
Broteochactas mauriciodiasi est une espèce de scorpions de la famille des Chactidae.

## Distribution
Cette espèce est endémique du Roraima au Brésil. Elle se rencontre à 1 050 m d'altitude dans la Serra da Mocidade.

## Description
La femelle holotype mesure 34,7 mm et le mâle paratype 32,9 mm.

## Étymologie
Cette espèce est nommée en l'honneur de Mauricio Dias.

## Publication originale
- Lourenço, 2017 : Scorpions from Brazilian Amazonia, with a description of two new species from Serra da Mocidade National Park in the State of Roraima (Scorpiones: Buthidae, Chactidae). Arachnida - Rivista Aracnologica Italiana, vol. 12, p. 2-17.